# Acadèmia de les Arts i les Ciències Cinematogràfiques
L'Acadèmia de les Arts i les Ciències Cinematogràfiques de Hollywood (Academy of Motion Picture Arts and Sciences) és una organització estatunidenca inicialment creada per promoure la indústria cinematogràfica dels EUA. Va ser fundada l'11 de maig de 1927 a Los Angeles, Califòrnia.
Aquesta organització és coneguda a nivell internacional pels seus premis anuals dedicats al cinema fet a Hollywood, popularment coneguts com els Oscars.

## Membres fundadors
Actors
- Richard Barthelmess
- Jack Holt
- Conrad Nagel
- Milton Sills
- Douglas Fairbanks
- Harold Lloyd
- Mary Pickford

Directors
- Cecil B. DeMille
- Frank Lloyd
- Henry King
- Fred Niblo
- John M. Stahl
- Raoul Walsh

Guionistes
- Joseph Farnham
- Benjamin F. Glazer
- Jeanie MacPherson
- Bess Meredyth
- Carey Wilson
- Frank Woods

Tècnics
- J. Arthur Ball
- Cedric Gibbons
- Roy J. Pomeroy

Productors
- Fred Beetson
- Charles Christie
- Sid Grauman
- Milton E. Hoffman
- Jesse L. Lasky
- M. C. Levee
- Louis B. Mayer
- Joseph Schenck
- Irving Thalberg
- Harry Warner
- Jack Warner
- Harry Rapf

Advocats
- Edwin Loeb
- George W. Cohen